# Athysanota pseudosoyauxii
Athysanota pseudosoyauxii är en fjärilsart som beskrevs av Matthias Ehrmann 1894. Athysanota pseudosoyauxii ingår i släktet Athysanota och familjen juvelvingar. Inga underarter finns listade i Catalogue of Life.